# راشوویتسا

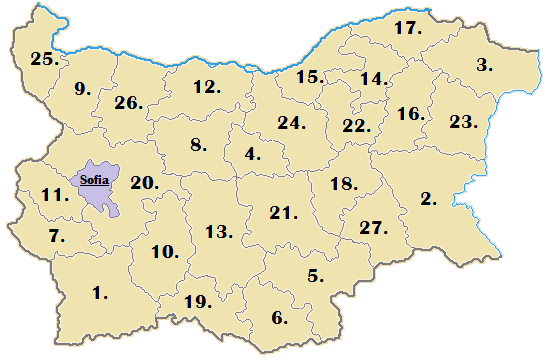
نقشه راشوویتسا

راشوویتسا (به بلغاری: Rashovitsa) یک منطقهٔ مسکونی در بلغارستان است که در شهرستان برکوویتسا واقع شده‌است.